# Esso Bretagne
L'Esso Bretagne est un supertanker de type Very Large Crude Carrier (VLCC), construit de 1970 à 1971 aux Chantiers de l'Atlantique à Saint-Nazaire pour Esso S.A.F., le premier d'une série de quatre superpétroliers commandés par le groupe Exxon aux Chantiers de l'Atlantique. Son premier commandant est M. Valliergue. Il est le sistership de l'Esso Provence.

## Baptême
Le baptême du pétrolier Esso Bretagne se déroule le 2 octobre 1971 dans le port de Saint-Nazaire, sous la présidence de MM. Cahen Salvador, PDG des Chantiers de l'Atlantique, Jacques Ballet et Henri Lamaison, PDG et DGA d'Esso S.A.F., en présence de M. Jean Couture, secrétaire général de l’Énergie, représentant le ministre du Développement industriel et scientifique et le ministre des transports chargé de la Marine Marchande, et des autorités régionales. La marraine, Mrs Belknap, épouse de l' executive vice-president d'Esso Europe, procède au traditionnel lancer de la bouteille de champagne. M. Cahen Salvador rappelle « l'ancienneté des liens unissant la société Esso Standard S.A.F. aux Chantiers de Saint-Nazaire. L' Esso-Bretagne, baptisé ce samedi est dix fois plus gros que l' Esso-Paris, livré il y a environ trente mois, qui lui-même était huit fois plus grand que le premier Esso-Paris, livré en 1954 26 000 tx ».